# Murchisonia fragrans
Murchisonia fragrans är en sparrisväxtart som beskrevs av Norman Henry Brittan. Murchisonia fragrans ingår i släktet Murchisonia och familjen sparrisväxter. Inga underarter finns listade i Catalogue of Life.